# ラファエル・デル・リエゴ
ラファエル・デル・リエゴ・イ・ヌーニェス （Rafael del Riego y Flórez, 1784年4月9日 - 1823年11月7日） は、スペインの将軍、自由主義政治家である。

## 生い立ちと半島戦争
デル・リエゴは1784年4月9日にアストゥリアスのティネーオで生まれた。1807年にオビエド大学を卒業すると、マドリードに転居し、陸軍に入った。1808年にはスペイン独立戦争に従軍し、フランスの捕虜となりエスコリアルに投獄されたが、そこから逃げ出す事に成功した。
11月10日に、デル・リエゴはエスピノーラ・デ・ロス・モンテロスの戦いに参加し、再び捕虜となった。三日後にフランスに護送された後、釈放された。デル・リエゴはイングランドとドイツ諸邦を旅行し、1814年にスペインに帰国した。帰国後は軍隊に戻り、陸軍少佐となった。
絶対主義の六年間の治世下、デル・リエゴはフリーメイソンに入会し、国王フェルナンド7世に対する自由主義者の陰謀に加わった。

## 1820年の反乱と憲法復活
1819年、フェルナンド7世が南アメリカの独立運動に対して10個連隊を編成すると、リエゴはアストゥリア連隊の指揮をとることになった。しかしカディス到着後の1820年1月1日、リエゴは他の士官たちとともに反乱を起こし、「1812年憲法」の復活を要求した。のちに1820年から1823年の「自由主義の三年間」として知られる時代のはじまりである。デル・リエゴの軍隊は、反王政の蜂起が始まるものと期待しながらアンダルシアの各都市に行軍したが、地方の人々は関心を示さなかった。しかしガリシアでは反乱が起き、スペイン各地へと広まった。1820年3月7日、マドリードの王宮はバリェステロス将軍の指揮のもと包囲され、3月10日にフェルナンド7世は憲法の復活に同意した。
新たに樹立された「進歩的」政府はリエゴを元帥に昇進させ、ガリシアの司令官にした。1821年1月8日、リエゴはアラゴンの知事となり、サラゴサに赴任した。同年6月18日リエゴは従姉妹であるマリア・テレサ・デル・リエゴ・イ・ブスティリョスと結婚した。1821年9月4日、共和主義者の暴動が失敗し、リエゴは共和主義者として誤解に基づいた非難を受け投獄された。しかしリエゴへの支持は高まり、釈放を要求する抗議行動がマドリードで行われた。1822年3月、リエゴは国会議員に選出され、釈放された。
1822年12月、ヴェローナ会議で神聖同盟諸国は、スペインの共和主義者たちはヨーロッパの安定への脅威になると判断し、スペインに絶対王政を復活させるために軍事介入を行った。その主力はフランス軍で、1823年4月7日に国境を越えてスペインに侵攻した。リエゴは第三軍を率いたが、フランス軍と地方の王党派の両方から抵抗された。9月15日、リエゴは裏切られ、ハエン県のアルキリョスで捕虜とされた。リエゴはマドリードに護送された。特赦令が交付されたが、王立裁判所は、王の権力を剥奪することに議会で賛成したかどでリエゴに反乱罪を宣告した。
1823年11月7日、リエゴはマドリードのセバダ広場で絞首刑に処された

## 記念文化
リエゴを称えるために書かれた歌『リエゴ賛歌』はスペイン第二共和国（1931年-1939年）の国歌となった。現在リエゴの肖像画は国会の建物を飾っている。